# Obrium cribripenne
Obrium cribripenne là một loài bọ cánh cứng trong họ Cerambycidae.